# Léonore Gourfein Welt
Léonore Gourfein Welt, est une professeure d'ophtalmologie, née le 30 juillet 1859 à Czernowitz dans l'Empire austro-hongrois et morte le 8 janvier 1944 à Genève. Elle est une des premières femmes de Suisse à avoir étudié la médecine et obtenu un diplôme de médecin.

## Biographie
Elle est née dans une famille juive de Cernovic. Comme ses trois sœurs, Rosa (née en 1856), diplômée en médecine de l'université de Berne, Sarah (née en 1860), diplômée en médecine de l'université de Zurich et Ida (née en 1874), docteure en chimie de l'université de Genève, Léonore vient étudier la médecine en Suisse. En effet, contrairement aux pays de l'Europe centrale dont elles sont issues, les quatre sœurs peuvent avoir accès dans ce pays-là aux études universitaires. Elle compte parmi les premières femmes à étudier la médecine à Zürich et en Suisse.   
Avant de choisir une carrière médicale, Léonore Gourfein Welt poursuit d'abord des études littéraires à l'université de Berne. Après un échec académique, elle se lance dans des études de médecine à l'université de Zurich, couronnées par une thèse en 1888, qui porte sur les modifications du caractère consécutives à des lésions du lobe frontal et qui est publiée en 1888 dans la revue Deutsches Archiv für klinische Medizin.
Elle consacre désormais sa vie professionnelle à la médecine. Dès 1900, la doctoresse Gourfein Welt poursuit sa carrière à Genève, d'abord comme privat-docent puis, à partir 1915, en tant que professeure d'ophtalmologie à l'université de Genève.  
Avec son mari David Gourfein, directeur de la première clinique ophtalmique de Genève, elle contribue à la renommée de ce centre par ses recherches.   
Avec Nelly Schreiber-Favre, elle est cofondatrice en 1924 à Berne de l'Association suisse des femmes universitaires (ASFDU), qui a pour but de défendre l'accès aux études universitaires des femmes et de faciliter leur intégration professionnelle. Elle est membre du comité de l'AGFDU, antenne genevoise de l'ASFDU, de 1923 à 1944.

## Concours et prix
Elle est à l'origine du concours « sœurs Welt » pour le bien des aveugles qui récompense un sujet d'ordre scientifique portant sur l'amélioration des aveugles du point d'un vue social.  
Décerné tous les trois ans, le prix Gourfein-Welt vise à récompenser des recherches apportant une contribution importante au domaine de la biologie animale dans ses rapports avec les progrès de l’humanité.